# Hraniční přechod Mikulov–Drasenhofen
Hraniční přechod Mikulov–Drasenhofen (německy Grenzübergang Drasenhofen–Mikulov) je bývalý silniční hraniční přechod na česko-rakouské státní hranici na hraničním úseku IX/72-4 - IX/73 (IX/73Ö - IX/73C) mezi českým městem Mikulov (okres Břeclav, Jihomoravský kraj) a rakouskou obcí Drasenhofen (Okres Mistelbach, Dolní Rakousy). Přechod leží v nadmořské výšce 189 m n. m. 
na silnici I/52 a Evropské silnici E461; za hranicí pokračuje silnice B7 směr Vídeň. Před zrušením byl určen pro pěší, cyklisty, motocykly, osobní automobily, autobusy a nákladní automobily.
Hraniční přechod byl zrušen při vstupu České republiky do Schengenského prostoru v roce 2007. V případě dočasného znovuzavedení ochrany vnitřních hranic je provoz na hraničním přechodu upraven Sdělením Ministerstva vnitra č. 395/2021 Sb.

## Další informace

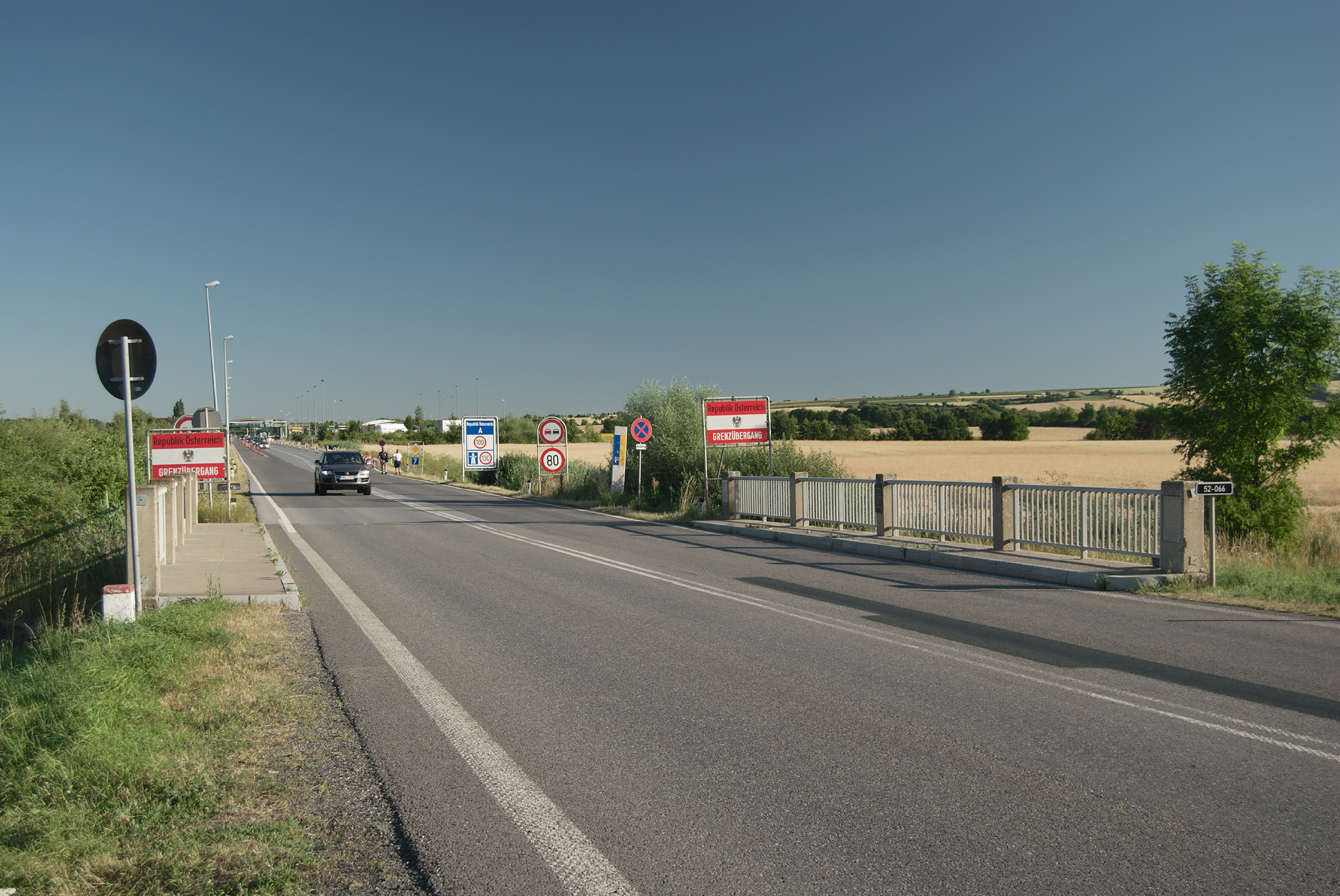
Hraniční most

- V místech přechodu tvoří hranici mezi Českou republikou a Rakouskem potok Včelínek, přes který vede hraniční most.